# Крутов Григорій Максимович
Григорій Максимович Крутов (лютий 1894, село Юридика Ковельська (Юрдиха) Старокошарської волості Ковельського повіту Волинської губернії, тепер Волинської області — розстріляний 26 травня 1938, місто Хабаровськ, тепер Російська Федерація) — радянський державний і партійний діяч, голова виконавчого комітету Далекосхідної крайової ради. Член Центральної Ревізійної Комісії ВКП(б) у 1934—1937 роках.

## Життєпис
Народився в родині залізничного службовця, вихідця із селян. У 1910 році закінчив міське училище в місті Ковелі.
У 1912-1915 роках — робітник, помічник десятника, десятник на фортечному і залізничному будівництві в Ковелі, Брест-Литовську, Києві, Івангороді.
З 1915 року служив у російській армії, учасник Першої світової війни. У 1915 році — рядовий на Західному фронті в містах Кревно та Молодечно. З січня по червень 1916 року — курсант Оранієнбаумської школи прапорщиків.
У червні 1916 — січні 1917 року — прапорщик 34-го Сибірського стрілецького полку в місті Курган Тобольської губернії. У січні — квітні 1917 року — прапорщик 228-го Задонського піхотного полку 57-ї піхотної дивізії російської армії на Західному фронті.
У квітні 1917 — червні 1918 року — командир, комісар 2-го мінометного дивізіону в місті Луга Петроградської губернії. Закінчив Лузьку артилерійську офіцерську школу, підпоручник.
У червні — серпні 1918 року — військовий комендант міста Курська.
У серпні 1918 — листопаді 1920 року — завідувач формування артилерійських баз Південного фронту РСЧА в містах Нижньому Новгороді, Саратові, Аткарську, Ртищеві та Казані.
Член РКП(б) з листопада 1918 року.
У грудні 1920 — липні 1922 року — начальник і військовий комісар артилерійських баз Східного фронту РСЧА в містах Уфі та Челябінську.
У серпні 1922 — січні 1924 року — начальник Омського окружного артилерійського складу, помічник начальника артилерії та військовий комісар Західно-Сибірського військового округу в місті Омську.
У лютому — жовтні 1924 року — начальник та військовий комісар 3-ї Красноярської артилерійської школи командного складу.
У жовтні 1924 — травні 1925 року — слухач Курсів удосконалення вищого начальницького складу при Військовій академії РСЧА в Москві.
У травні 1925 — червні 1926 року — 1-й помічник начальника Головного артилерійського управління Управління начальника постачання РСЧА.
У червні 1926 — липні 1927 року — начальник Військово-будівельного управління РСЧА і начальник Військового фондового бюро РСЧА.
У липні 1927 — травні 1929 року — начальник постачання штабу Сибірського військового округу в місті Новосибірську.
У травні — вересні 1929 року — в розпорядженні Головного управління РСЧА.
У вересні 1929 — серпні 1930 року — голова виконавчого комітету Владивостоцької окружної ради та в.о. голови виконавчого комітету Владивостоцької міської ради.
У грудні 1930 — квітні 1932 року — надзвичайний уповноважений Далекосхідного крайового комітету ВКП(б) і виконавчого комітету Далекосхідної крайової ради; 1-й заступник голови виконавчого комітету Далекосхідної крайової ради.
У травні 1932 — березні 1933 року — 1-й заступник начальника Метробуду в місті Москві.
11 березня 1933 — 4 червня 1937 року — голова виконавчого комітету Далекосхідної крайової ради.
Одночасно в травні 1934 — червні 1937 року — голова Комітету з керівництва будівництвом в Далекосхідному краї, в червні 1934 — червні 1937 року — голова ради Далекосхідного банку.
4 червня 1937 року заарештований органами НКВС. Засуджений Воєнною колегією Верховного суду СРСР 26 травня 1938 року до страти, розстріляний того ж дня.
20 жовтня 1956 року посмертно реабілітований.

## Звання
- дивізійний інтендант (1937)